# Angraecum ramosum
Angraecum ramosum är en orkidéart som beskrevs av Louis Marie Aubert Du Petit-Thouars. Angraecum ramosum ingår i släktet Angraecum och familjen orkidéer. Inga underarter finns listade i Catalogue of Life.

## Bildgalleri

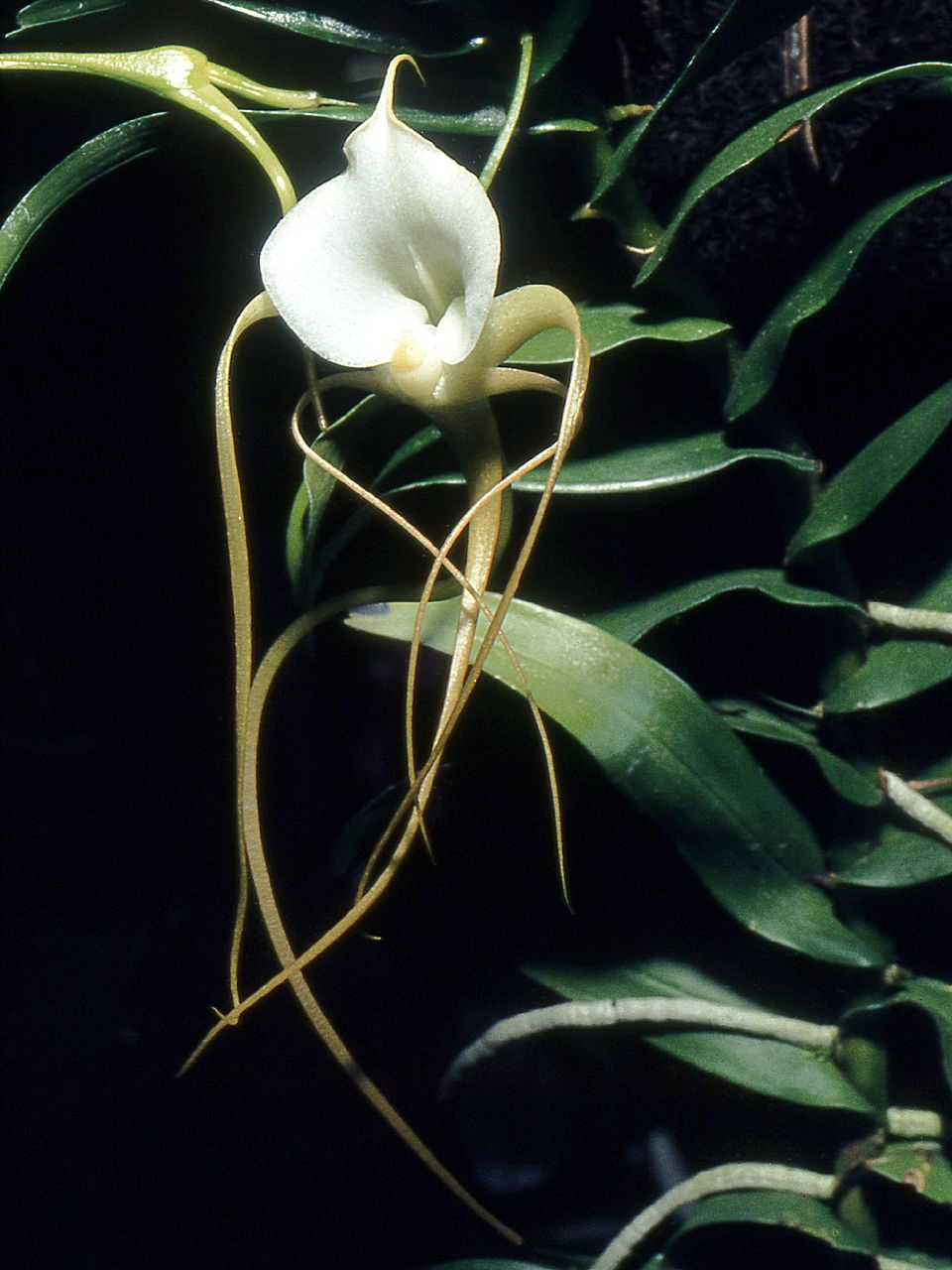